# Vincent Malerba
Pour les articles homonymes, voir Malerba.
Vincent Malerba, né le 7 janvier 1925 à Grenoble (Isère), est un résistant français, déporté au camp de Buchenwald-Dora durant l'occupation de la France par les nazis. 
Depuis la mort d'Edouard Bordet en mars 2023, il est le dernier survivant des déportés de la manifestation du 11 novembre 1943 à Grenoble,,.

## Biographie
Il nait au 34 rue Saint-Laurent à Grenoble, quartier surnommé au début du XXe siècle « la petite Italie » car un grand nombre de ses habitants étaient d’origine italienne.
En 1943, il est apprenti soudeur aux Établissements Bouchayer-Viallet, ateliers de chaudronnerie industrielle. Il demeure alors 95 rue Saint-Laurent.
En 2023, il réside à Montbonnot-Saint-Martin, commune proche de Grenoble.

## Arrestation et déportation
Le 11 novembre 1943, alors qu'il n'a que dix-huit ans, et en dépit de la recommandation de ses parents, il se joint à la manifestation célébrant le 25e anniversaire de la victoire française de 1918 contre l'Allemagne, marche interdite par l'occupant rassemblant 1 500 personnes, au cours de laquelle 600 manifestants sont arrêtés dont 369 déportés,,,. Seuls 102 reviennent de leur captivité. Cet épisode de la Seconde Guerre mondiale s'inscrit dans le cadre des évènements connus sous le nom de la Saint-Barthélemy grenobloise.
Avec d'autres personnes arrêtées, il est détenu quelques jours à la caserne de Bonne, puis est transféré au camp de Compiègne où il reste deux mois, avant d'être envoyé en Allemagne au camp de concentration de Dora, dépendant de celui de Buchenwald où on lui attribue le matricule 40250.  Il est affecté au creusement d'un tunnel, puis au soudage et assemblage de pièces de missiles V1 et V2.

## Retour en France et témoignages
La discipline, les conditions de travail et la malnutrition déciment les déportés : à son retour des camps, en 1945, son poids avait fondu, sa santé s'était fortement dégradée. Il ne retrouve des forces qu'après deux mois de convalescence à la campagne.
Reconnu comme faisant partie des « déportés et internés de la résistance (DIR), Forces françaises de l’intérieur (FFI) » par le ministère des Armées il est à ce titre inscrit sur le site Mémoire des hommes.
Membre de la FNDIRP et de l'association Buchenwald Dora et Kommandos, fidèle au fameux serment que ses camarades libérés du camp de Buchenwald ont solennellement prononcé le 19 avril 1945 au nom de tous les détenus, il apporte son témoignage à l'occasion de diverses commémorations,,.

## Distinctions et hommages
- Officier de la Légion d'honneur[4],[17]
- Croix du combattant volontaire de la Résistance[18],[17]
- La Grande médaille d'or de la ville de Grenoble lui est décernée par le maire Éric Piolle le 11 novembre 2023[4]
- Le 11 novembre 2013, pour le 70e anniversaire de l'évènement, la mairie de Grenoble rend hommage aux manifestants déportés du 11 novembre 1943, en présence de quelques survivants et de nombreuses personnalités, dont Fred Moore, Délégué national du Conseil des communes « Compagnon de la Libération ». À cette occasion la liste des 375 déportés est exposée sur un mur éphémère. Le nom "MALERBA Vincent" figure dans la 5e colonne :

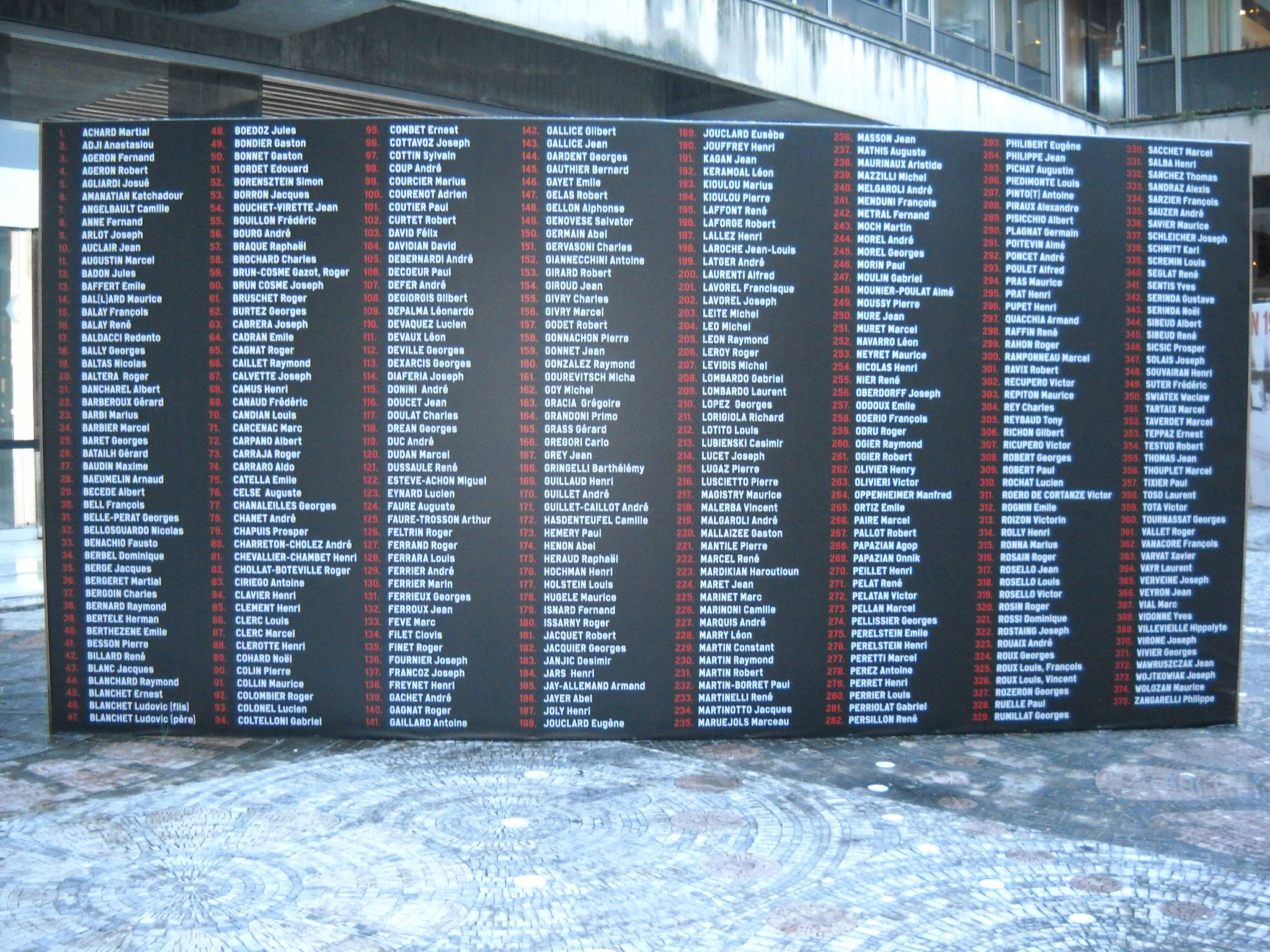
Mairie de Grenoble 11/11/2013. Hommage aux déportés du 11/11/1943.

- Une voie de Grenoble est nommée Rue des déportés du 11 novembre 1943, en hommage à ces patriotes